# キリスト真理自由教会
キリスト真理自由教会（キリストまりじゆうきょうかい）は、仮想空間上に単立のキリスト教会を設立しようとする思想運動。

## 概要
創始者は、古楽名曲喫茶真理庵（2015年3月15日閉店）の庵主、植田真理子。神学のリベラル的理解からという留保条件は付くが、キリスト教の日本的受容（インカルチュレーション）とキリスト教のLGBTQ理解の先駆的事例として評価できよう。植田は性同一性障害による性別適合手術を受けている。またWikisourceの「旧約聖書続編」の「ベン・シラの智慧」「マカビー第一書」、「明治元訳新約聖書」と「新契約聖書」の入力者としても活動した。

## 教義
一日5回の祈りと聖書通読など「体と生活で信仰を実践」することを求める。聖書は七十人訳やウルガータに収録された外典なども認める。祈祷文は主の祈り、使徒信条、「十の誓い」、アヴェマリアの祈り（いずれもカトリック・聖公会口語訳をベースに一部を修正したもの）を使用。

## 十の誓い
出エジプト記等の十戒を、独自の解釈を加え、誓いの形にしたもの。
- 一　わたしは世界各国の伝統を尊重し、その中で主を唯一の神とします。
- 一　わたしはあらゆるものやあらゆる考えにとらわれません。
- 一　わたしは主を、名前まで忘れるほどに身近かに感じます。
- 一　わたしはしっかりと休息をとります。
- 一　わたしは父母および先祖を敬います。
- 一　わたしは人を殺しません。
- 一　わたしは愛と体を大切にします。
- 一　わたしは盗みません。
- 一　わたしはうそをつきません。
- 一　わたしは他人をうらやみません。